# Chánh văn phòng Nhà Trắng
Chánh văn phòng Nhà Trắng là một chức vụ trong Nội các Hoa Kỳ. Ban đầu, chức vụ này được gọi là Trợ lý cho Tổng thống từ năm 1946 cho đến năm 1961; từ năm 1961 vị trí này được gọi như ngày nay. Đây là chức vụ đứng đầu Văn phòng điều hành của Tổng thống Hoa Kỳ trong Chính quyền liên bang Hoa Kỳ.

## Danh sách Chánh văn phòng Nhà Trắng
| Hình ảnh | Tên                        | Tựu chức             | Kết thúc             | Nhiệm kỳ        | Tổng thống              | Tổng thống                       |
| -------- | -------------------------- | -------------------- | -------------------- | --------------- | ----------------------- | -------------------------------- |
|          | John Steelman              | 12 tháng 12 năm 1946 | 20 tháng 1 năm 1953  | 6 năm, 39 ngày  |                         | Harry S. Truman (1945–1953)      |
|          | Sherman Adams              | 20 tháng 1 năm 1953  | 7 tháng 10 năm 1958  | 5 năm, 260 ngày |                         | Dwight D. Eisenhower (1953–1961) |
|          | Wilton Persons             | 7 tháng 10 năm 1958  | 20 tháng 1 năm 1961  | 2 năm, 105 ngày |                         | Dwight D. Eisenhower (1953–1961) |
|          | Kenneth O'Donnell De facto | 20 tháng 1 năm 1961  | 22 tháng 11 năm 1963 | 2 năm, 306 ngày |                         | John F. Kennedy (1961–1963)      |
|          | Walter Jenkins De facto    | 22 tháng 11 năm 1963 | 14 tháng 10 năm 1964 | 327 ngày        |                         | Lyndon B. Johnson (1963–1969)    |
|          | Bill Moyers De facto       | 14 tháng 10 năm 1964 | 8 tháng 7 năm 1965   | 267 ngày        |                         | Lyndon B. Johnson (1963–1969)    |
|          | Jack Valenti De facto      | 8 tháng 7 năm 1965   | 1 tháng 6 năm 1966   | 328 ngày        |                         | Lyndon B. Johnson (1963–1969)    |
|          | Marvin Watson De facto     | 1 tháng 6 năm 1966   | 26 tháng 4 năm 1968  | 1 năm, 330 ngày |                         | Lyndon B. Johnson (1963–1969)    |
|          | James Jones De facto       | 26 tháng 4 năm 1968  | 20 tháng 1 năm 1969  | 269 ngày        |                         | Lyndon B. Johnson (1963–1969)    |
|          | Bob Haldeman               | 20 tháng 1 năm 1969  | 30 tháng 4 năm 1973  | 4 năm, 100 ngày |                         | Richard Nixon (1969–1974)        |
|          | Vacant                     | 30 tháng 4 năm 1973  | 4 tháng 5 năm 1973   | 4 ngày          |                         | Richard Nixon (1969–1974)        |
|          | Al Haig                    | 4 tháng 5 năm 1973   | 21 tháng 9 năm 1974  | 1 năm, 140 ngày |                         | Richard Nixon (1969–1974)        |
|          | Al Haig                    | 4 tháng 5 năm 1973   | 21 tháng 9 năm 1974  | 1 năm, 140 ngày | Gerald Ford (1974–1977) |                                  |
|          | Donald Rumsfeld            | 21 tháng 9 năm 1974  | 20 tháng 11 năm 1975 | 1 năm, 60 ngày  |                         |                                  |
|          | Dick Cheney                | 20 tháng 11 năm 1975 | 20 tháng 1 năm 1977  | 1 năm, 61 ngày  |                         |                                  |
|          | Vacant                     | 20 tháng 1 năm 1977  | 18 tháng 7 năm 1979  | 2 năm, 179 ngày |                         | Jimmy Carter (1977–1981)         |
|          | Ham Jordan                 | 18 tháng 7 năm 1979  | 11 tháng 6 năm 1980  | 329 ngày        |                         | Jimmy Carter (1977–1981)         |
|          | Jack Watson                | 11 tháng 6 năm 1980  | 20 tháng 1 năm 1981  | 223 ngày        |                         | Jimmy Carter (1977–1981)         |
|          | James Baker                | 20 tháng 1 năm 1981  | 4 tháng 2 năm 1985   | 4 năm, 15 ngày  |                         | Ronald Reagan (1981–1989)        |
|          | Don Regan                  | 4 tháng 2 năm 1985   | 27 tháng 2 năm 1987  | 2 năm, 23 ngày  |                         | Ronald Reagan (1981–1989)        |
|          | Howard Baker               | 27 tháng 2 năm 1987  | 1 tháng 7 năm 1988   | 1 năm, 125 ngày |                         | Ronald Reagan (1981–1989)        |
|          | Ken Duberstein             | 1 tháng 7 năm 1988   | 20 tháng 1 năm 1989  | 203 ngày        |                         | Ronald Reagan (1981–1989)        |
|          | John Sununu                | 20 tháng 1 năm 1989  | 16 tháng 12 năm 1991 | 2 năm, 330 ngày |                         | George H. W. Bush (1989–1993)    |
|          | Samuel Skinner             | 16 tháng 12 năm 1991 | 23 tháng 8 năm 1992  | 251 ngày        |                         | George H. W. Bush (1989–1993)    |
|          | James Baker                | 23 tháng 8 năm 1992  | 20 tháng 1 năm 1993  | 150 ngày        |                         | George H. W. Bush (1989–1993)    |
|          | Mack McLarty               | 20 tháng 1 năm 1993  | 17 tháng 7 năm 1994  | 1 năm, 178 ngày |                         | Bill Clinton (1993–2001)         |
|          | Leon Panetta               | 17 tháng 7 năm 1994  | 20 tháng 1 năm 1997  | 2 năm, 187 ngày |                         | Bill Clinton (1993–2001)         |
|          | Erskine Bowles             | 20 tháng 1 năm 1997  | 20 tháng 10 năm 1998 | 1 năm, 273 ngày |                         | Bill Clinton (1993–2001)         |
|          | John Podesta               | 20 tháng 10 năm 1998 | 20 tháng 1 năm 2001  | 2 năm, 92 ngày  |                         | Bill Clinton (1993–2001)         |
|          | Andy Card                  | 20 tháng 1 năm 2001  | 14 tháng 4 năm 2006  | 5 năm, 84 ngày  |                         | George W. Bush (2001–2009)       |
|          | Josh Bolten                | 14 tháng 4 năm 2006  | 20 tháng 1 năm 2009  | 2 năm, 281 ngày |                         | George W. Bush (2001–2009)       |
|          | Rahm Emanuel               | 20 tháng 1 năm 2009  | 1 tháng 10 năm 2010  | 1 năm, 254 ngày |                         | Barack Obama (2009–2017)         |
|          | Pete Rouse Acting          | 1 tháng 10 năm 2010  | 13 tháng 1 năm 2011  | 104 ngày        |                         | Barack Obama (2009–2017)         |
|          | Bill Daley                 | 13 tháng 1 năm 2011  | 27 tháng 1 năm 2012  | 1 năm, 14 ngày  |                         | Barack Obama (2009–2017)         |
|          | Jack Lew                   | 27 tháng 1 năm 2012  | 20 tháng 1 năm 2013  | 359 ngày        |                         | Barack Obama (2009–2017)         |
|          | Denis McDonough            | 20 tháng 1 năm 2013  | 20 tháng 1 năm 2017  | 4 năm, 0 ngày   |                         | Barack Obama (2009–2017)         |
|          | Reince Priebus             | 20 tháng 1 năm 2017  | 31 tháng 7 năm 2017  | 192 ngày        |                         | Donald Trump (2017–2021)         |
|          | John Kelly                 | 31 tháng 7 năm 2017  | 2 tháng 1 năm 2019   | 1 năm, 155 ngày |                         | Donald Trump (2017–2021)         |
|          | Mick Mulvaney Acting       | 2 tháng 1 năm 2019   | 31 tháng 3 năm 2020  | 1 năm, 89 ngày  |                         | Donald Trump (2017–2021)         |
|          | Mark Meadows               | 31 tháng 3 năm 2020  | 20 tháng 1 năm 2021  | 295 ngày        |                         | Donald Trump (2017–2021)         |
|          | Ron Klain                  | 20 tháng 1 năm 2021  | 7 tháng 2 năm 2023   | 2 năm, 18 ngày  |                         | Joe Biden (2021–2025)            |
|          | Jeff Zients                | 8 tháng 2 năm 2023   | 20 tháng 1 năm 2025  | 1 năm, 347 ngày |                         | Joe Biden (2021–2025)            |
|          | Susie Wiles                | 20 tháng 1 năm 2025  | đương nhiệm          | 94 ngày         |                         | Donald Trump (2025–nay)          |